# Adrien-Jean Le Mayeur de Merprès

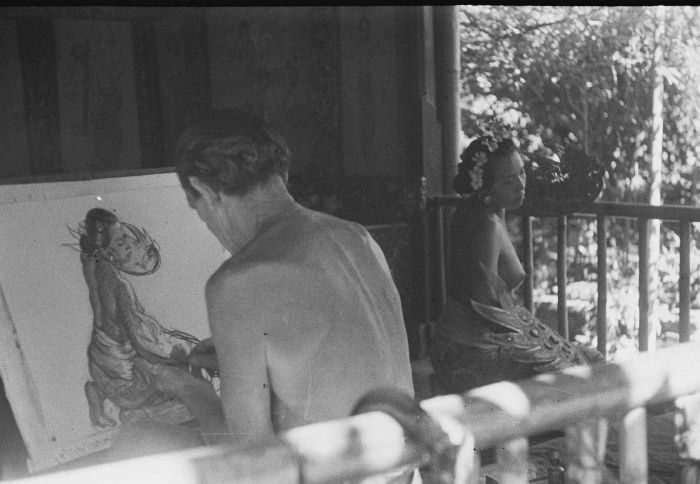
Ni Pollok poseert voor een schilderij

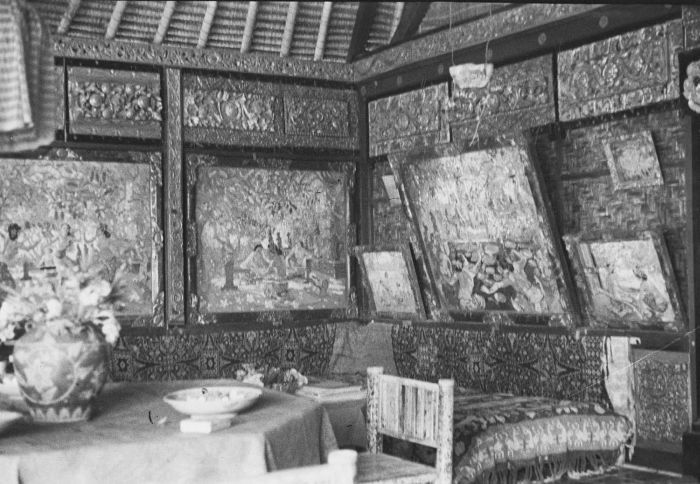
Interieur van het huis van Le Mayeur, nu een museum

Adrien-Jean Le Mayeur de Merprès (Brussel, 9 februari 1880 – 31 mei 1958) was een Belgisch kunstschilder die de laatste 26 jaar van zijn leven in Bali woonde en werkte.

## Biografie
Adrien-Jean Le Mayeur was de jongste zoon van kunstschilder Adrien-Charles Le Mayeur de Merprès. Hij studeerde architectuur en civiele techniek aan de Université libre de Bruxelles, en schilderkunst bij Ernest Blanc-Garin (1843-1916) en bij zijn vader. Hij exposeerde voor het eerst op de tentoonstelling van La Libre Esthétique in 1906. Tijdens de Eerste Wereldoorlog werkte hij als legerschilder en fotografeerde de slagvelden.
Na de oorlog maakte hij reizen naar Zuid-Frankrijk, Marokko, Tunesië, Madagaskar, India, Cambodja, Tahiti en Frans-Polynesië. In 1932 kwam hij per schip naar Singaraja in Bali. Daar verbleef hij in Denpasar en raakte gefascineerd door de Balinese cultuur, waaronder de traditionele levenswijze van de Balinezen, de tempelrituelen en de lokale dansen. Hij was ook onder de indruk van het licht, de kleur en schoonheid van de omgeving in het toen nog ongerepte eiland.
Le Mayeur huurde een huis in banjar Kelandis, Denpasar. Daar leerde hij de vijftienjarige legongdanseres Ni Wayan Pollok Tjoeglik kennen, die samen met twee vriendinnen als model voor hem ging werken. Een aantal van Le Mayeurs portretten van Ni Pollok werd in 1933 voor het eerst geëxposeerd in Singapore. De expositie had veel succes en bracht hem een grotere bekendheid. Na zijn terugkeer uit Singapore kocht hij een stuk land aan het strand van Sanur en bouwde daar een huis in de traditionele Balinese stijl.
Na drie jaar te hebben samengewerkt, trouwden Le Mayeur en Ni Pollok in 1935. Tijdens de Japanse bezetting van Nederlands Indië in de Tweede Wereldoorlog werd Le Mayeur door de Japanse autoriteiten onder huisarrest geplaatst. Hij ging echter door met schilderen, waarbij hij vaak jute rijstzakken en andere onconventionele materialen als ondergrond gebruikte. Na de oorlog groeide zijn reputatie.
In 1956, jaren na de onafhankelijkheidsverklaring van Indonesië, bezocht de Indonesische minister van Onderwijs en Cultuur, Bahder Djohan, Le Mayeur en Ni Pollok in hun huis. Hij was zeer onder de indruk van Le Mayeurs werk en stelde het paar voor dat hun huis met de gehele inhoud als museum in stand zou worden gehouden. Le Mayeur ging daarmee akkoord en werkte vervolgens extra hard om zijn collectie uit te breiden en de kwaliteit van zijn werk te verbeteren.
Le Mayeurs droom kwam uit toen op 28 augustus 1957 een akte werd getekend waarbij hij al zijn bezittingen, waaronder het land en zijn huis met de gehele inboedel, aan Ni Pollok schonk. Tegelijkertijd droeg Ni Pollok wat zij van haar echtgenoot zou erven over aan de Indonesische regering om als museum te gebruiken.
In 1958 leed Le Mayeur aan een ernstige vorm van kanker aan zijn oor, en keerde voor een medische behandeling met Ni Pollok terug naar België. Na twee maanden, op 31 mei 1958, overleed de 78-jarige schilder; hij werd begraven in Elsene, Brussel. Ni Pollok ging terug naar Sanur om voor het huis te zorgen, dat nu het Museum Le Mayeur was geworden. Zij bleef daar wonen tot haar dood op 18 juli 1985.
Le Mayeurs schilderijen hebben hun weg gevonden naar vele collecties, waaronder die van de Indonesische president Soekarno en de Indiase premier Jawaharlal Nehru.

## Museum Le Mayeur
Het huis van Le Mayeur en Ni Pollok wordt in de oorspronkelijke staat gehouden en is nog altijd een museum. Er worden ongeveer tachtig werken van Le Mayeur tentoongesteld, samen met zijn collectie traditionele Balinese kunst en lokale kunstwerken.

## Wetenswaardigheden
Le Mayeur en Ni Pollok waren bijzonder gastvrij. Aan het eind van de jaren 1930 ontvingen zij vaak cruisepassagiers in hun woning, waar de topless Ni Pollok en haar bedienden hen drankjes serveerden. De koloniale regering waarschuwde Le Mayeur dat dit (volgens koloniaal Nederlandse opvattingen) "immorele gedrag" moest ophouden, maar dankzij Le Mayeurs goede relaties werd het paar uiteindelijk met rust gelaten.